# Marur, Pavagada
Marur là một làng thuộc tehsil Pavagada, huyện Tumkur, bang Karnataka, Ấn Độ.